# Игральная улица
Игра́льная у́лица (до 7 июня 1922 года — Нико́льская у́лица) — улица в Восточном административном округе города Москвы на территории района Богородское.

## История
Улица получила современное название по детской игровой площадке, организованной на соседней Детской улице, позднее упраздненной. До 7 июня 1922 года называлась Нико́льская у́лица.

## Расположение
Игральная улица, являясь продолжением 1-й Прогонной улицы, проходит от 4-й Гражданской улицы на северо-восток, с северо-запада к ней примыкает Наримановская улица, Игральная улица поворачивает на север, с запада к ней примыкает Андреево-Забелинская улица, Игральная улица поворачивает на северо-запад и проходит до бульвара Маршала Рокоссовского, за которым продолжается как 1-й Проезд Подбельского. Нумерация домов начинается от 4-й Гражданской улицы.

## Транспорт
- По улице проходят автобусы 80, 311.
- Станция метро  Бульвар Рокоссовского Сокольнической линии — восточнее улицы, на Ивантеевской улице.